# Grand Manan (village)
Pour les articles homonymes, voir Grand Manan.

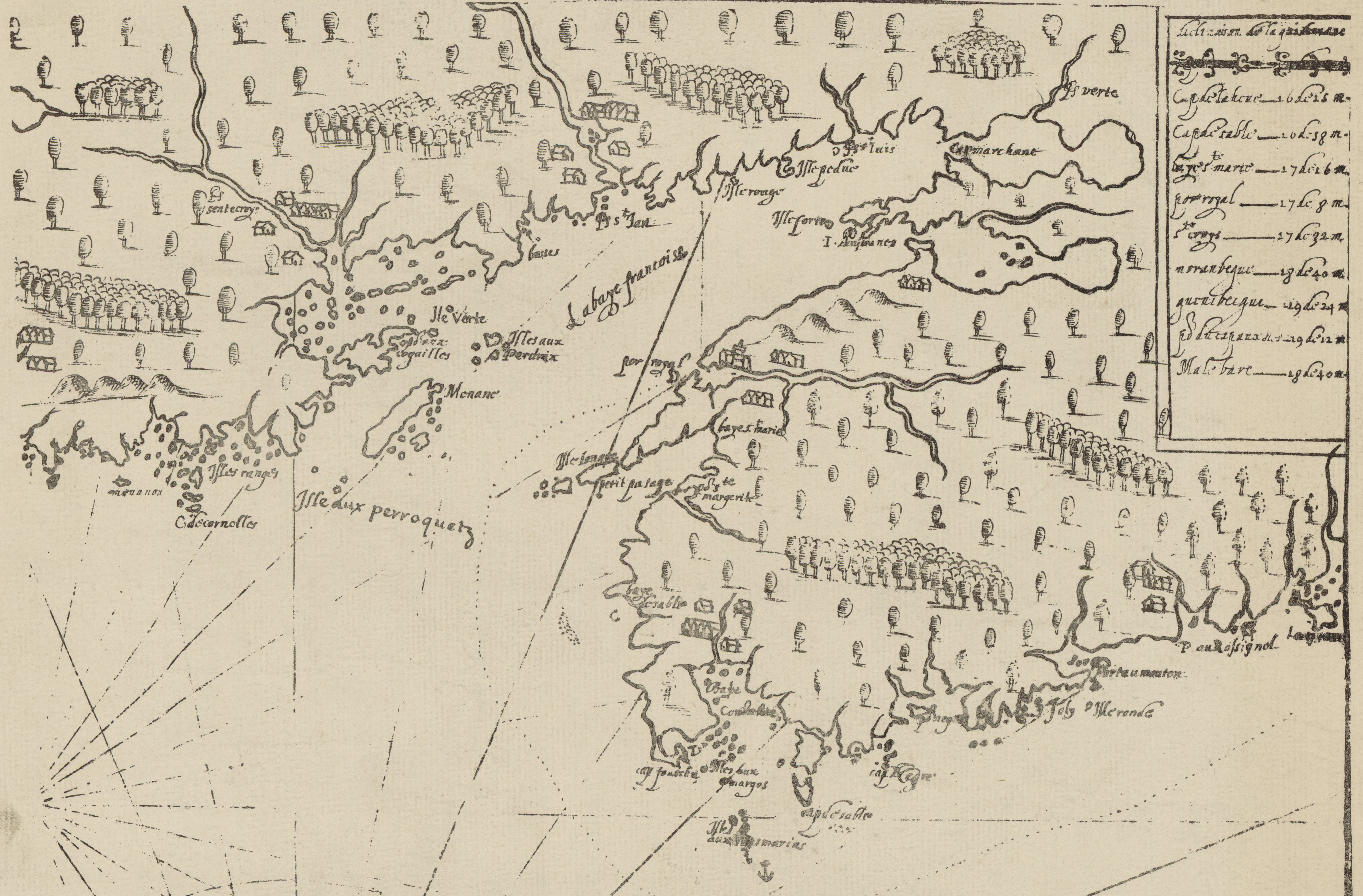
Carte de Samuel de Champlain (1607) avec l'île de "Manan" indiquée à gauche de la carte.

L'île de Grand Manan (API : /ˈɡrændmenən/ (en anglais et généralement en français) ou /gʁɑ̃menan/ (en français)) (anglais: Grand Manan Island, malécite-passamaquoddy: Munaanook) est une île canadienne, la plus grande de la baie de Fundy. C'est la principale île de l'archipel de Grand Manan, située à la frontière entre la baie de Fundy et le golfe du Maine. L'île fait partie du comté de Charlotte, à l'extrême sud du Nouveau-Brunswick. C'est aussi un village.

## Toponyme
Le nom Grand Manan est formé du mot Munanook, commun dans la langue des Passamaquoddys, des Malécites et des Micmacs et qui signifie île ainsi que du mot français Grand, pour distinguer l'île de la Petite Manan, au large du Maine. Champlain, qui découvrit l'île en 1607, l'appela Menane tout en indiquant toutefois le nom de "Manan" sur sa carte marine établie la même année. Il écrit plus tard Manthane. Le nom connu ensuite plusieurs variations: Manano (1611), le grand Menane (1686), Great Manan (1711), Grand Monan (1713), Grand Manan (1755) puis finalement Île Grand Manan en 1761. En 1826, McDonald écrit Great Mary Island, ce qui est dû à une mauvaise traduction de Manan par David Owen.
L'île est fréquemment appelée Grand Manan, certains considérant que l'ajout du mot île est redondant d'un point de vue étymologique.

## Géographie

### Géographie physique

#### Situation
Grand Manan mesure 34 kilomètres de long par 18 kilomètres dans sa partie la plus large et a une superficie de 137 kilomètres carrés. La partie du continent la plus près de l'île, à 15 kilomètres, est situé dans le Comté de Washington au Maine, près de la ville de Lubec et est aussi le point le plus à l'est des États-Unis. Une partie de l'île est protégée par un refuge d'oiseaux du Service canadien de la faune.
Situation par rapport aux villes de la région
Îles situées à proximité

#### Géologie

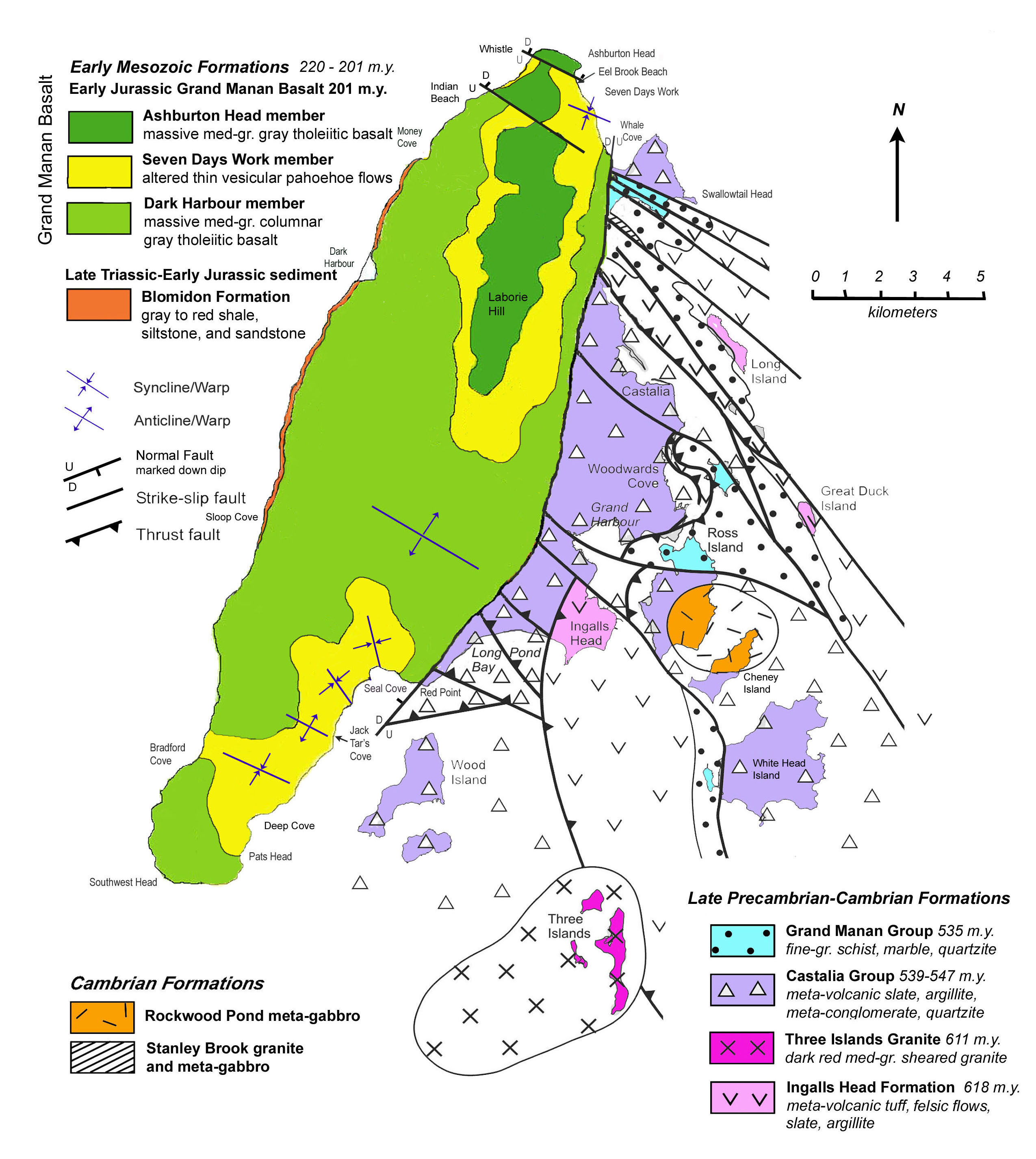
Carte géologique de Grand Manan.

Abraham Gesner effectua un relevé géologique de la région en 1839. La partie Est est la plus ancienne, composée de roches sédimentaires préacadiennes. La partie ouest de l'île est plus récente, composée de roches ignées datant du Trias. La faille entre les deux régions s'étire de l'anse Whale à la pointe Red, mais est seulement visible à ce dernier endroit.
La dernière période glaciaire a laissé des blocs erratiques de granite un peu partout sur l'île.
Les falaises de l'ouest de l'île sont des orgues basaltiques. D'autres formations d'origine volcanique incluent des trapps et des sills. L'île comporte un petit gisement de cuivre à Sloop Cove, qui fut en exploitation pendant quelques années à partir de 1872. Le cuivre était livré à Londres. D'autres minéraux pouvant être trouvés facilement sur l'île sont les agates, les améthyste et la zéolite

#### Faune

##### Mammifères
Les espèces de mammifères sont le mulot, souris sylvestre, loutre de rivière, caribou, Myotis lucifugus lucifugus, Myotis keenii septentrionalis, Lasionycteris noctivagans, Lasiurus borealis borealis, Lasiurus cinereus (ces quatre dernières espèces sont des chauves-souris).
D'autres espèces introduites sont l'orignal, le cerf de Virginie, le lièvre d'Amérique, le lapin européen, le rat musqué, le castor canadien, la souris, le rat brun, l'écureuil roux d'Amérique, le renard roux, le raton laveur et le vison d'Amérique.

##### Reptiles et amphibiens
Les espèces présentes sur l'île ont probablement toutes été introduites. Celles-ci sont la grenouille des bois, le crapaud d'Amérique, la couleuvre à ventre rouge, la couleuvre verte, la tortue des bois, la tortue serpentine et la tortue de Floride.

### Géographie humaine

#### Villages, hameaux et lieux-dits

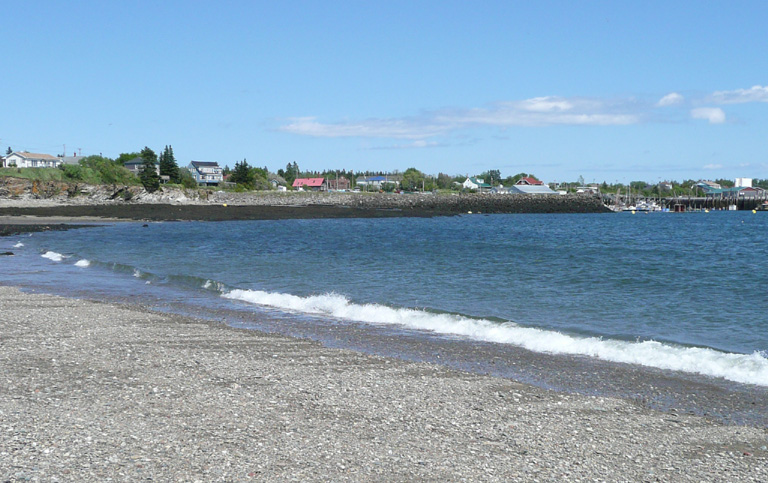
Plage de North Head

Dans le Nord de l'île se trouve North Head. Ce village comprend les quartiers de Rocky Corner et Tatton's Corner. North Head est le principal établissement de l'île.
À trois kilomètres au sud de North Head s'élève Castalia. Ce village est plutôt résidentiel, et est le seul à ne pas comporter de port.
À quatre kilomètres au sud de ce dernier se trouve Woodward's Cove. C'est le plus petit village de l'île.
Deux kilomètres au sud-ouest de Woodward's Cove se trouve Grand Harbour et Ingall's Head. Comportant un peu moins d'habitants que North Head, c'est le centre commercial et institutionnel de l'île.
Six kilomètres à l'ouest se trouve Seal Cove. C'est le troisième plus grand village de l'île. Entre Seal Cove et Ingall's Head se trouvent quelques maisons éparpillées formant le hameau de Mark Hill. Finalement, au sud de Seal Cove s'élèvent quelques maisons éparpillées et le hameau de Deep Cove. Il y a très peu de bâtiments à l'extérieur des communautés mentionnées.

#### Logement
(septembre 2024).
Le village comptait 1365 logements privés en 2016, dont 1076 occupés par des résidents habituels. Parmi ces logements, 88,0 % sont individuels, 1,0 % sont jumelés, 2,3 % sont en rangée, 1,8 % sont des appartements ou duplex et 3,7 % sont des immeubles de moins de cinq étages. Enfin, 2,8 % sont des logements mobiles. 83,3 % des logements sont possédés alors que 16,7 % sont loués. 69,3 % ont été construits avant 1991 et 14,0 % ont besoin de réparations majeures. Les logements comptent en moyenne 6,4 pièces et 1,4 % des logements comptent plus d'une personne habitant par pièce. Les logements possédés ont une valeur moyenne de 138 958 $, comparativement à 163 771 $ pour la province.

## Chronologie municipale
1784 : Fondation de Grand Manan, qui fait partie de la paroisse de West Isles, dans le comté de Charlotte, province du Nouveau-Brunswick, Amérique du Nord britannique.
1816 : La paroisse de Grand Manan est créée à partir de la paroisse de West Isles.
1966 : North Head et Seal Cove—Deep Cove sont constitués en villages.
1967 : Woodward's Cove devient un district de service local.
1968 : Grand Harbour—Ingall's Head est constitué en village.
1969 : Castalia, incluant Deep Harbour, devient un district de service local.
1995 : Les cinq municipalités de l'île sont fusionnées pour former le village de Grand Manan. L'Île White Head reste un DSL.
2023: Le territoire reste inchangé durant la réforme de la gouvernance locale.

## Histoire

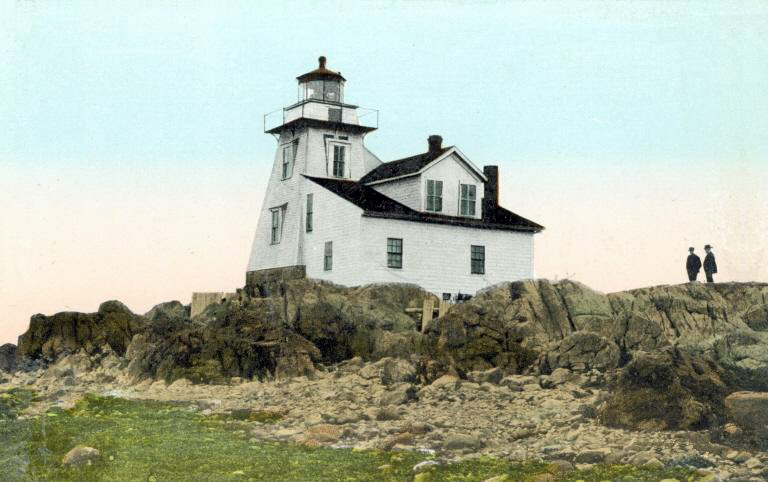
Phare de Grand Harbour, Grand Manan, N.-B., vers 1910

L'île est habitée par les Passamaquoddys avant la colonisation européenne de l'Acadie. Plusieurs amas coquilliers ont été trouvés, notamment à Grand Harbour, sur l'île Nantucket et sur l'île Cheney, tandis qu'il y a une pointe Indian Camp sur l'île Ross. Les Passamaquoddys campent encore à la plage Indian au tournant du XXe siècle, lors de voyages de chasse au marsouin.
Jean Cabot a probablement aperçu l'île en 1498, même chose pour Gaspar Corte-Real en 1501.
En 1693, Paul d'Ailleboust de Périgny reçoit du roi de France, Louis XIV, une concession sur l'île de Grand Manan, mais il n'en prit jamais possession, alors cette concession revint à la Couronne de France jusqu'au Traité d'Utrecht de 1713.
Des colons pré-loyalistes s'établissent de façon temporaire au ruisseau Bonny, quelque part avant 1784. Les premiers établissements permanents datent de 1783, avec l'arrivée des Loyalistes, sous la supervision de Moses Gerrish. L'île faisait autrefois partie de la colonie britannique de la Nouvelle-Écosse, jusqu'à la création du Nouveau-Brunswick, en 1784. L'île fut aussi réclamée par les États-Unis jusqu'en 1817, date à laquelle le Royaume-Uni abandonna la souveraineté sur les îles de Moose, Frederick et Dudley situées à proximité, dans la baie de Cobscook.
Un câble téléphonique sous-marin fut installé en 1880. La première banque ouvrit ses portes en 1905, à North Head. La caisse populaire ouvrit quant à elle ses portes en 1931.
L'école communautaire ouvre ses portes en 1965.
Grand Manan est constitué en municipalité le 8 mai 1995. En 1999, le dépotoir municipal ferma ses portes, pour être remplacé par des installations de transfert par bateau à North Head.
Le nouveau bâtiment de l'école communautaire est inauguré en 2000.

## Démographie
(juillet 2016).
D'après le recensement 2001 de Statistique Canada, le village compte 2610 habitants, comparativement à 2577 en 1996, soit une hausse de 1,3 %. Le village compte 1239 logements privés, a une superficie de 150,79 km2 et une densité de population de 17,3 habitants par kilomètre carré. Plus de 97,3 % de la population a l'anglais comme langue maternelle, le reste étant allophones ou francophones. 5 % de la population peut parler le français. L'âge médian de la population est de 40,3 ans et 81,5 % de la population est âgée de plus de 15 ans.
| 1851  | 1881  | 1981 | 1986 | 1991  | 1996  | 2001  | 2006  | 2011  |
| ----- | ----- | ---- | ---- | ----- | ----- | ----- | ----- | ----- |
| 1 187 | 2 616 | 686  | 740  | 2 460 | 2 577 | 2 610 | 2 460 | 2 377 |

| Hommes | Classe d’âge | Femmes |
| ------ | ------------ | ------ |
| 65     | 80 et plus   | 100    |
| 55     | 70 à 79      | 95     |
| 110    | 60 à 69      | 110    |
| 175    | 50 à 59      | 155    |
| 200    | 40 à 49      | 185    |
| 150    | 30 à 39      | 165    |
| 135    | 20 à 29      | 150    |
| 195    | 10 à 19      | 160    |
| 140    | 0 à 9        | 130    |

## Administration

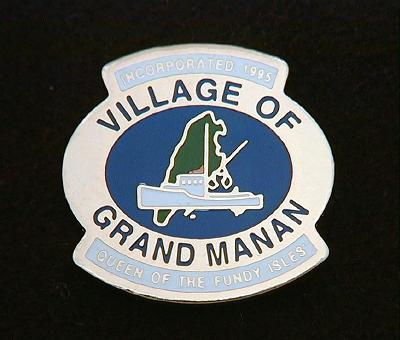
Sceau de Grand Manan.

(juillet 2016).

### Conseil municipal
Le village de Grand Manan couvre la totalité de l'île, ainsi que plusieurs îles environnantes. L'hôtel de ville se trouve à Ingall's Head. La municipalité est subdivisée en cinq quartiers pour des fins administratives. Le conseil municipal est formé d'un maire, de quatre conseillers généraux et de cinq conseillers de quartier.
Le conseil précédent est formé à la suite de l'élection du 12 mai 2008. Le conseiller Wayne H. Sturgeon est élu lors d'une élection partielle tenue le 24 novembre 2008. Le conseil municipal actuel est élu lors de l'élection quadriennale du 14 mai 2012.
Conseil municipal actuel
| Mandat      | Fonctions            | Nom(s) |
| ----------- | -------------------- | --- |
| 2012 - 2016 | Maire                | Dennis Clifton Greene |
| 2012 - 2016 | Conseillers généraux | Jane J.E. Carey, Kirk L. Cheney, Philipp D. Ells Jr, Maurice W. Green, Mark A. Ingersoll, Bonnie H. Morse, Robert C. Moses, Dennis (Pete) J. Sesplankis et Jane B. Turner. |

Anciens conseils municipaux
| Mandat      | Fonctions               | Nom(s)                                                                        |
| ----------- | ----------------------- | ----------------------------------------------------------------------------- |
| 2008 - 2012 | Maire                   | Dennis Clifton Greene                                                         |
| 2008 - 2012 | Conseillers généraux    | Philipp D. Ells Jr., Maurice W. Green, Robert Charles Moses, Sherman R. Ross. |
| 2008 - 2012 | Conseillers de quartier |                                                                               |
| 2008 - 2012 | #1                      | Kirk L. Cheney                                                                |
| 2008 - 2012 | #2                      | Kevin R. Travis                                                               |
| 2008 - 2012 | #3                      | Mark A. Ingersoll                                                             |
| 2008 - 2012 | #4                      | Stuart A. Green                                                               |
| 2008 - 2012 | #5                      | Peter W. Wilcox                                                               |

| Période                                  | Période  | Identité              | Étiquette | Qualité |
| ---------------------------------------- | -------- | --------------------- | --------- | ------- |
| 2004                                     | en cours | Dennis Clifton Greene |           |         |
| 1998                                     | 2004     | Philman L. Greene     |           |         |
| 1995                                     | 1998     | Joey D. Green         |           |         |
| Les données manquantes sont à compléter. |          |                       |           |         |

### Représentation et tendances politiques
Grand Manan est membre de l'Union des municipalités du Nouveau-Brunswick.
 Nouveau-Brunswick: Grand Manan fait partie de la circonscription provinciale de Charlotte-Les-îles, qui est représentée à l'Assemblée législative du Nouveau-Brunswick par Rick Doucet, du Parti libéral. Il fut élu en 2006 et réélu en 2010.
 Canada: Grand Manan fait partie de la circonscription électorale fédérale de Nouveau-Brunswick-Sud-Ouest, qui est représentée à la Chambre des communes du Canada par Gregory Francis Thompson, ministre des Anciens Combattants et membre du Parti conservateur. Il fut élu lors de la 40e élection fédérale, en 1988, défait en 1993 puis réélu à chaque fois depuis 1997.

## Économie
Entreprise Charlotte, membre du Réseau Entreprise, a la responsabilité du développement économique.
L'économie de l'île dépend entièrement de la pêche, de l'aquaculture et du tourisme.
L'île comporte tous les types de commerces de proximité. Il y a plusieurs restaurants, une boulangerie, des hôtels, une banque...

## Vivre à Grand Manan

### Transport
Grand Manan est relié au continent par un traversier effectuant la liaison vers Blacks Harbour.

### Eau, communications et énergie
Il n'y a pas d'égouts et d'aqueduc sur l'île, chacun possède son puits et sa fosse septique. L'électricité provient de deux façons. Il y a un câble sous-marin reliant Grand Manan à l'île Campobello tandis que la centrale à turbine à combustion de Grand Manan, opérée par Énergie NB, a une capacité de 100 mégawatts. Elle fonctionne depuis 1989. Il y a une station de transfert de déchets, se trouvant sur la route 776 entre Woodwards Cove et Grand harbour. Les déchets y sont livrés vers le continent, pour être enfouis à Lawrence Station. Certaines matières sont recyclables à cet endroit.
Il y a deux bureaux de poste, l'un à North Head et l'autre à Grand Harbour, ainsi qu'un comptoir postal dans une épicerie de Seal Cove.

### Éducation
L’école communautaire de Grand Manan accueille les élèves de la maternelle à la 12e année. C'est une école publique anglophone faisant partie du district scolaire #10. Le bâtiment abrite aussi une bibliothèque publique.
Il y a le NBCC-Saint-Andrews ainsi que le Centre des sciences de la mer Huntsman à Saint-Andrews ainsi que des universités offrant un plus grand nombre de formations à Fredericton et Saint-Jean.
Il n'y a aucune école francophone dans le comté, les plus proches étant à Saint-Jean ou Fredericton. Les établissements d'enseignement supérieurs les plus proches sont situés dans le Grand Moncton.

### Santé
L'hôpital de Grand Manan, situé à North Head, comprend 8 lits, emploie un médecin et offre des soins pédiatriques et de médecine familiale, des soins d'urgence 24 heures par jour et un service d'ambulance. L'hôpital offre également un service de téléradiologie. Dans le même village se trouve une pharmacie.
Des médecins spécialistes font plusieurs visites par année. Grand Manan compte aussi un foyer de soins agréés, la Grand Manan Nursing Home.

### Autres services publics
L'île possède un poste de la Gendarmerie royale du Canada. Il dépend du district 1, dont le bureau principal est situé à Saint-George. Il fait office de police municipale et qui gère le service du 911.
Grand Manan possède un tribunal satellite de la Cour provinciale du Nouveau-Brunswick à Saint-Stephen.
Le marché agricole de Grand Manan est situé à Tattons Corner.
Les anglophones bénéficient du quotidien Telegraph-Journal, publié à Saint-Jean, et de l'hebdomadaire Saint Croix Courier, publié à Saint-Stephen. Les francophones ont accès par abonnement au quotidien L'Acadie nouvelle, publié à Caraquet, ainsi qu'à l'hebdomadaire L'Étoile, de Dieppe.

### Sport et parcs
Il est possible de patiner sur les étangs durant l'hiver. Il y a des courts de tennis, un terrain de soccer, des terrains de baseball, une piscine extérieure, des terrains de jeux pour enfants et un champ de tir. Il y a un terrain de golf, 9 trous, executive par 3

### Religion
L'église de l'Assomption de North Head et l'église St. Paul's de Grand Harbour sont des églises anglicanes.

## Transport

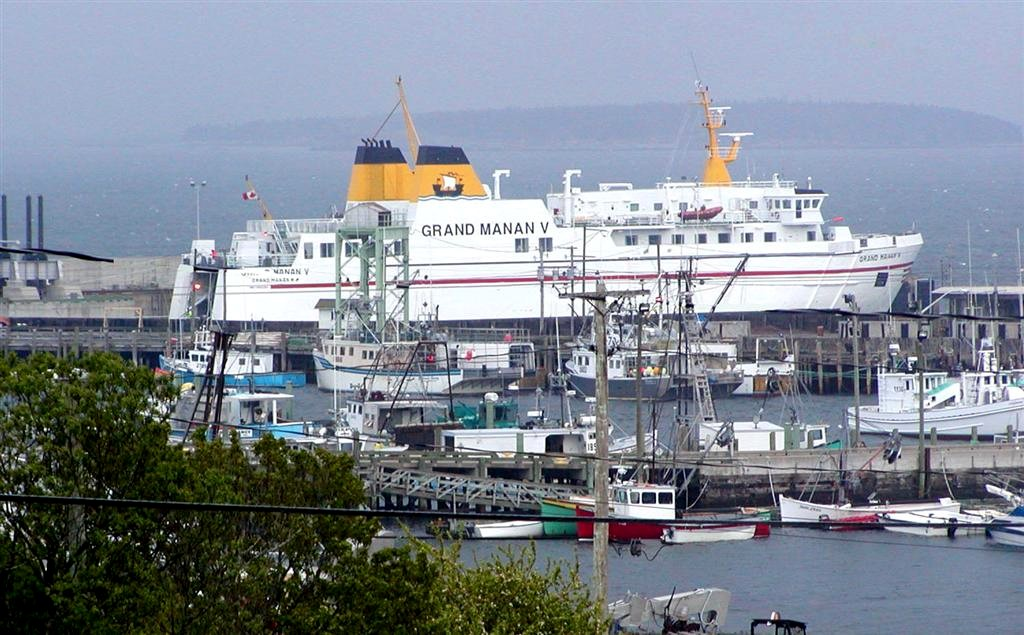
Le Grand Manan V au port de North Head.

L'île comporte plusieurs ports. Le port d'Ingall's Head comporte trois quais et une rampe de mise à l'eau. Le port de North Head comporte deux grands quais et une gare maritime. Celui de Seal Cove comporte deux quais. The Whistle compte aussi un quai. L'anse Whale possède un petit quai en pierres et un rampe de mise à l'eau. Finalement, celui de Woodwards Cove compte un seul quai. Comme mentionné plus haut, le seul village n'en ayant pas est Castalia. Tous ces ports sont la propriété du gouvernement fédéral et sont gérés par la Harbour Authority of Grand Manan Island, qui gère aussi les deux ports de l'île White Head.
Grand Manan est reliée par traversier. Part de l'île Campobello, se rend à North Head. Il y a également un traversier gratuit se rendant d'Ingall's Head à l'île White Head.
La route provinciale 776 relie tous les villages, de North Head à Southwest Head.
L'aéroport de Castalia possède une piste pavée de 3 000 pieds et un hangar. Un service de vols nolisés vers l'île est disponible.

## Urbanisme

### Architecture et monuments

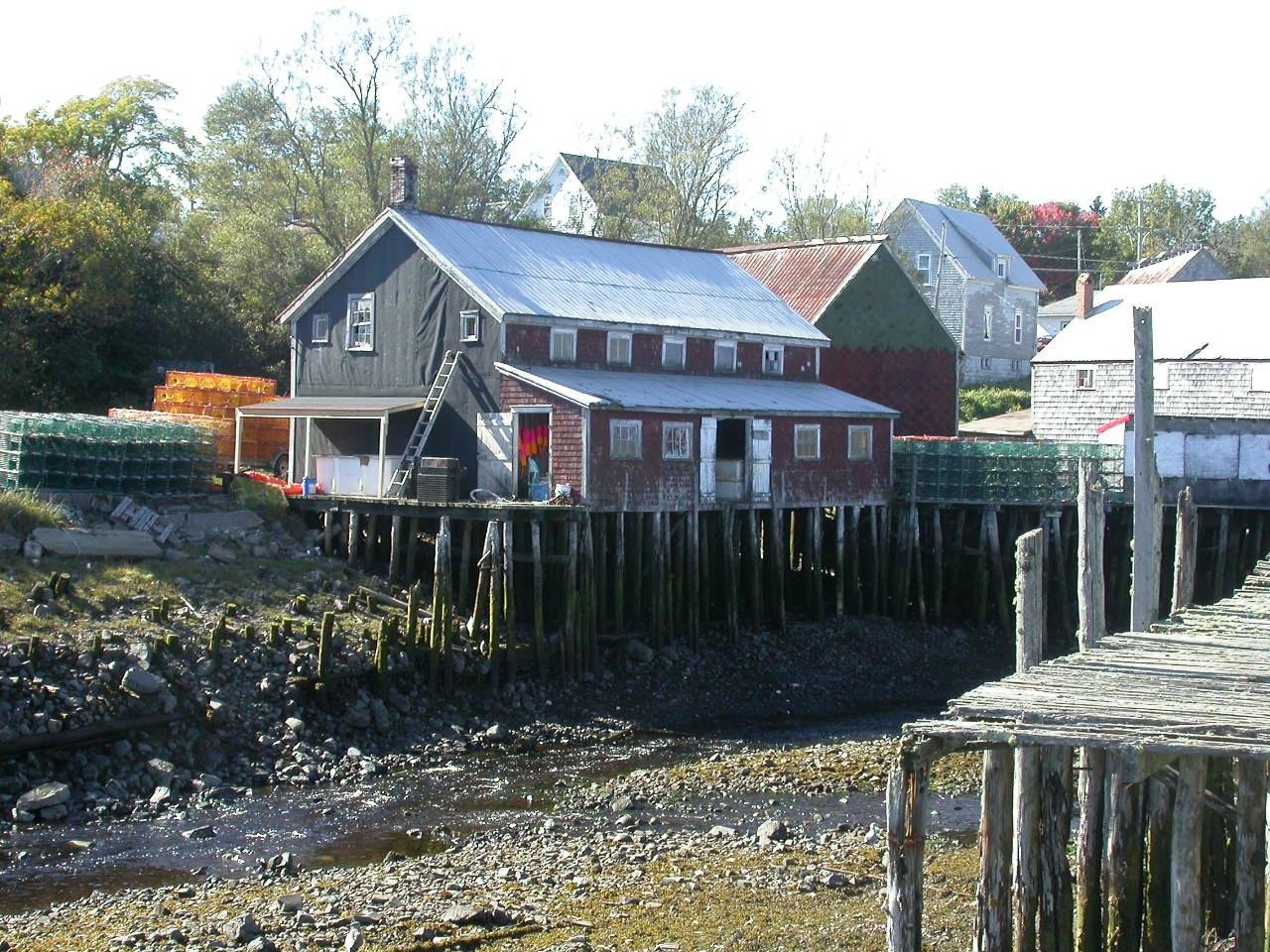
Le port de Seal Cove à marée basse.

L'île comporte neuf phares. Le phare de Swallow Tail est situé sur l'île du même nom, à l'est de North Head. Il est accessible par un pont piétonnier. Le phare est un bâtiment octogonal en bois de forme asymétrique, ayant seulement sept côtés au sommet. Le phare est recouvert de bardeaux, la base est blanche et la lanterne est rouge. La lanterne est en fer. L'édifice fut construit entre 1859 et 1860. La construction du phare a relancé le développement sur l'île.
Le village de Seal Cove comporte le lieu historique national du Canada des étals de hareng fumé de Seal Cove. Ces 54 bâtiments furent construits entre 1870 et 1930. Chaque étal comprend une boucanière, un hangar d'enfilage et parfois un hangar de désarêtage ainsi que de petits entrepôts.

### Parcs

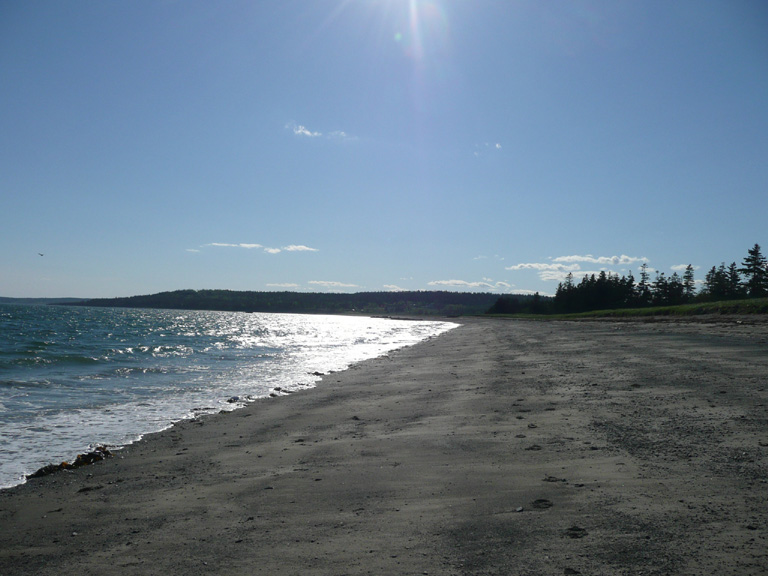
Le parc provincial The Anchorage.

Le parc Alexandria, de North Head, comprend un terrain de jeu pour enfants et un terrain de baseball. Dans le même village se trouvent des courts de tennis et un terrain de basket-ball.
Le parc Hole in the Wall (littéralement le trou dans le mur) est un parc privé de 100 hectares se trouvant sur la péninsule de North Head, à 1 300 mètres au nord du village. Son principal intérêt est une arche rocheuse. Le parc comprend également un terrain de camping et des sentiers.
- Refuge national d'oiseaux migrateurs de Grand Manan
- Parc provincial The Anchorage
- Parc provincial Castalia

### Cimetières
Cimetière Pionner, Grand Harbour

## Culture

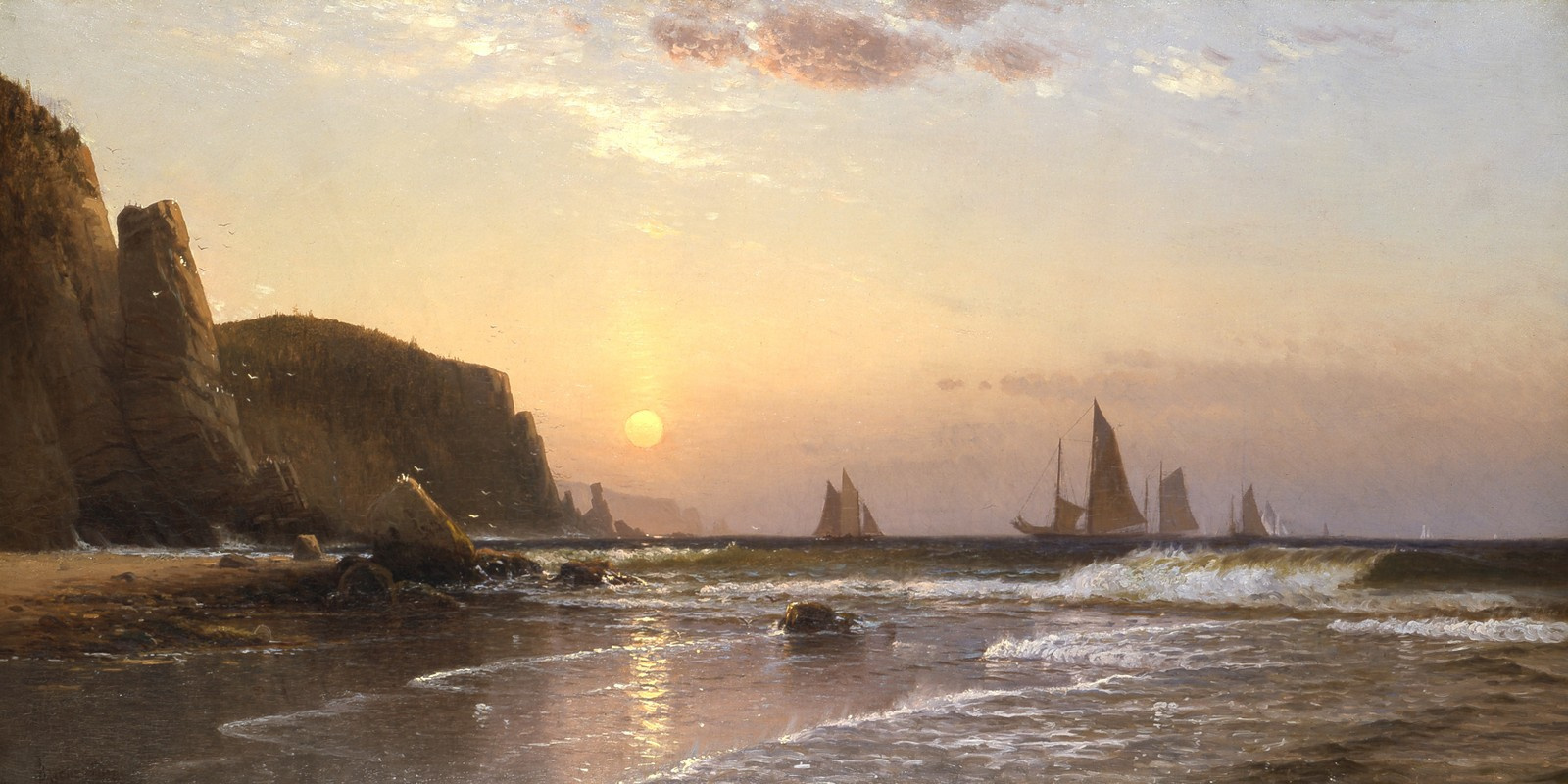
Morning at Grand Manan, par le peintre Alfred Thompson Bricher (1878).

Musée de Grand Manan

### Langues
Selon la Loi sur les langues officielles, Grand Manan est officiellement anglophone puisque moins de 20 % de la population parle le français.

### Personnalités de Grand Manan

#### Visiteurs
- L'écrivaine américaine Willa Cather passa plusieurs étés sur l'île à partir de 1922, dans un chalet à l'anse Whale[23].
- Le designer montréalais Stephan Richard achète une propriété sur l'île White head en 2009 et il s'y rend chaque fois qu'il en a l'occasion

#### Naissances
- Elaine Ingalls Hogg, écrivaine.

#### Décès
- Wilford Fisher
- Moses Gerrish

### Grand Manan dans la culture
L'histoire Dulse, dans le roman The Moons of Jupiter (1982), d'Alice Munro, mentionne le passage de Willa Cather dans l'île. Bown's Weir (1983), de Wayland Drew, fait quant à lui référence au filet situé devant son chalet.